# Boom XB-1
Boom XB-1 je třímotorový experimentální proudový letoun vyvinutý americkou společností Boom Technology jako technologický demonstrátor připravovaného 55místného nadzvukového dopravního letounu Boom Overture. XB-1 má oproti Overture třetinovou velikost. Je přezdíván „Baby Boom“.

## Historie
Společnost Boom Technology vznikla roku 2014. Věnuje se vývoji nadzvukového dopravního letounu nové generace Boom Overture. V listopadu 2016 společnost informovala, že součástí vývoje Overture je i stavba technologického demonstrátoru XB-1. Slavnostní roll-out XB-1 (civilní registrace N990XB) proběhl v Denveru 7. října 2020. Zahájení letových zkoušek výrobce původně plánoval na rok 2021. První let letounu se uskutečnil 22. března 2024 z kalifornského letiště Mojave Air and Space Port. Pilotoval jej hlavní zkušební pilot společnosti Bill „Doc“ Shoemaker. První let byl kratší, než půl hodiny.
V lednu 2025 demonstrátor XB-1 třikrát překonal zvukovou bariéru a dosáhl přitom rychlosti 1,1 Machu. Zkušební pilot Tristan „Geppetto“ Brandenburg. Doprovod zajistily letouny Mirage F1 a T-38 Talon. Boom Aerospace se stala první soukromou společností, která létá s nadzvukovým civilním proudovým letadlem.

## Konstrukce
V konstrukci letounu se ve velké míře používají materiály z uhlíkových kompozitů. XB-1 má velmi dlouhý a štíhlý trup, křídlo je tvaru delta a ocasní plochy jsou šípové. Pohání jej tři proudové motory General Electric J85. Letoun s nimi má dosahovat rychlosti až 2,2 Mach.

## Specifikace

### Technické údaje
- Posádka: 2 (pilot, palubní inženýr)
- Rozpětí: 5,2 m
- Délka: 21 m
- Výška: 5,2 m
- Maximální vzletová hmotnost: 6 123 kg
- Pohonné jednotky: 3× proudový motor General Electric J85

### Výkony
- Maximální rychlost: 2,2 M